# Palazzo Erba Odescalchi
Palazzo Erba Odescalchi, conosciuto anticamente come Palazzo Cusani, è un palazzo storico situato nel centro di Milano in via dell'Unione n° 5.

## Storia
La famiglia Cusani nel XVI secolo comprò un palazzo situato nell'allora "contrada dei nobili", probabilmente posseduto da Barnabò Visconti, per successivamente decidere di ampliarlo e modificarne l'architettura. I lavori iniziarono attorno al 1570, e furono affidati e diretti da Pellegrino Tibaldi.
Successivamente si sa che il palazzo fu posseduto dal vescovo Benedetto Erba Odescalchi nel XVIII secolo e che egli vi passò i suoi ultimi giorni di vita. Benché il palazzo non abbia subito gravi danni nei bombardamenti della seconda guerra mondiale, esso è stato più volte rimaneggiato e ristrutturato. È attualmente sede della II circoscrizione di Polizia.
Nel palazzo a fianco, l'ora demolito palazzo Caravaggio, abitò Ippolita Bentivoglio, figlia naturale di Ludovico il Moro e raffigurata dal Bernardo Luini negli affreschi della chiesa di San Maurizio al Monastero Maggiore.

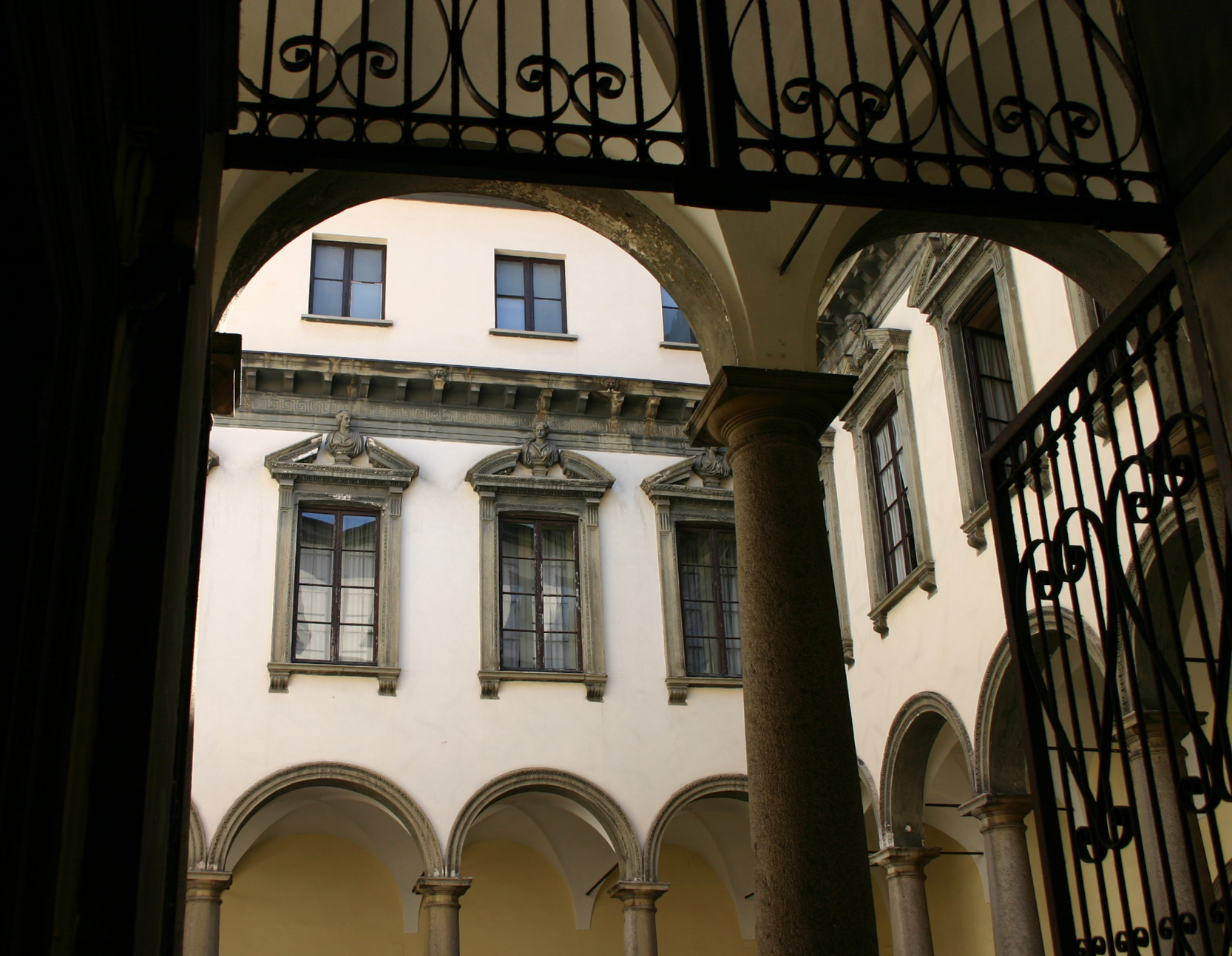
Corte interna

## Architettura
La facciata cinquecentesca, difficilmente contemplabile nella sua interezza per via della larghezza ridotta della via, è opera di Pellegrino Tibaldi: l'angustia della via dona tuttavia un'apparente imponenza alla facciata e in particolare al portale d'ingresso, leggermente decentrato rispetto all'asse del palazzo.
Elemento notevole della facciata è la rappresentazione di 12 busti di altrettanti imperatori romani nei timpani dei finestroni del piano nobile; emergono inoltre frammenti di cotti gotici. Assieme a quest'ultimo dettaglio, il soffitto dell'androne testimonia che il palazzo fu costruito su un'architettura preesistente.
Entrando nella corte interna, si può osservare il ripetersi del motivo dei busti sui timpani delle finestre, ma questa volta con figure femminili. La corte interna è circondata da un porticato ad archi a tutto sesto poggianti su colonne di ordine tuscanico. Il palazzo era collegato da un passaggio coperto col vicino palazzo Caravaggio, fino alla sua demolizione del 1877. In fondo alla corte è presente un curioso particolare: si può osservare uno scalone a pianta elicoidale, fortemente rappresentativo dell'architettura cinquecentesca.